# Эрмес, Марсело
Марсе́ло Гасе́лла Э́рмес (порт. Marcelo Gazella Hermes; родился 1 февраля 1995 года в Саранди, Бразилия) — бразильский футболист, защитник клуба «Понте-Прета».

## Биография
Эрмес — воспитанник клубов «Фигейренсе», «Интернасьонал» и «Гремио». 31 января 2015 года в матче против «Унион Сан-Жуана» Марсело дебютировал в Лиге Гаушу в составе последнего. 27 июня в поединке против «Аваи» Эрмес бразильской Серии А. 11 июня 2016 года в матче против «Флуминенсе» он забил свой первый гол за «Гремио». В том же году Эрмес помог клубу выиграть Кубок Бразилии.
В начале 2017 года Марсело перешёл в португальскую «Бенфику». Через год Марсело перешёл в «Крузейро».

## Достижения
- Чемпион штата Минас-Жерайс (1): 2018
- Чемпион Кубка Бразилии (2): 2016, 2018
- Чемпион Португалии (1): 2016/17